# Kőrös László
Kőrös László (Győr, 1941. június 27. –) magyar nemzetközi labdarúgó-játékvezető. Egyéb foglalkozása: agrármérnök, menedzser.

## Pályafutása

### Labdarúgóként
Fiatal korában asztaliteniszezett, sakkozott és a labdarúgásnak hódolt. 1954-ben a MÁV DAC NB. III-as csapatában kezdett, majd 1959-ben a megye I-be, Nagyszentjános egyesületbe igazolt. Egy térdsérülés vetett véget labdarúgó sporttevékenységének.

### Labdarúgó-játékvezetőként

#### Nemzeti játékvezetés
Aktív játékvezetői tevékenysége előtt a családban édesapja és nagybátyja is bíróként működött. A játékvezetői vizsgát 1960-ban tette le, majd megyéjében különböző labdarúgó osztályokban szerezte meg a szükséges tapasztalatokat, 1967-ben lett országos, NB II-es játékvezető. Az NB I-ben 1971-ben debütált. NB. I-es mérkőzéseinek száma: 157.
| Időpont             | Helyszín                         | Mérkőzés típusa          | Mérkőzés               | Eredmény |
| ------------------- | -------------------------------- | ------------------------ | ---------------------- | -------- |
| 1971. március 28.   | Felső-Tiszaparti Stadion, Szeged | első NB. I-es mérkőzés   | Szegedi AK–Videoton FC | 1 : 1    |
| 1987. szeptember 2. | Tatabánya                        | utolsó NB. I-es mérkőzés | FC Tatabánya–Pécsi VSK | 2 : 2    |

#### Nemzetközi játékvezetés
A Magyar Labdarúgó-szövetség (MLSZ) Játékvezető Bizottsága terjesztette fel nemzetközi játékvezetőnek, a Nemzetközi Labdarúgó-szövetség (FIFA) 1979-től tartotta nyilván bírói keretében. Három "A" válogatott, több "B", ifjúsági és négy, európai kupameccset vezetett. Több kupadöntőn szerepelt partbíróként: 1979-ben Bázelben, 1981-ben Párizsban, 1974-ben Kubában. 1979-ben Lengyelországban az akkori Ifjúsági Barátság Versenyen (IBV) játékvezetőként szolgált. Az aktív nemzetközi játékvezetéstől 1981-ben búcsúzott. Válogatott mérkőzéseinek száma: 2.

## Sportvezetőként
Győr-Moson-Sopron megyei Labdarúgó-szövetség (LSZ) Játékvezető Bizottságának (JB) elnöke - 1973 és 1992 között - volt, jelenleg elnöki tanácsadó, megyei ellenőr. 1988-tól az MLSZ JB országos ellenőreinek tagja.

## Szakmai sikerek
1979-ben az MLSZ JB képviselőitől, Szlávik Andrástól és Petri Sándortól Palotai Károly sportvezető társával együtt,  társadalmi munkájuk  elismeréseként  aranyjelvény elismerést kaptak. 1984-ben Szlávik András a JB elnöke több évtizedes játékvezetői pályafutásának elismeréseként másodszor is aranyjelvény kitüntetésbe részesítette. A Győr-Moson-Sopron megyei Labdarúgó-szövetség JB 2005-ben emlékplakettel tüntette ki a 45 éves, 2010-ben az 50 éves játékvezetői (ellenőri) tevékenységéért.

## Külső hivatkozások
- Kőrös László. World Referee. [2011. szeptember 22-i dátummal az eredetiből archiválva]. (Hozzáférés: 2011. szeptember 12.)
- Kőrös László. footballdatabase.eu. (Hozzáférés: 2011. szeptember 12.)
- Kőrös László. eu-football.info. (Hozzáférés: 2013. június 22.)